# Les Bums de plage
Pour plus de détails, voir Fiche technique et Distribution.
Les Bums de plage (Beach Rats) est un film dramatique américain écrit et réalisé par Eliza Hittman, sorti en 2017.
Il est sélectionné dans la catégorie « US Dramatic Competition » et projeté en avant-première mondiale en janvier 2017 au Festival du film de Sundance où la réalisatrice récolte le prix de la mise en scène.

## Synopsis
Un adolescent vit en dehors de Brooklyn, entre son père mourant et sa mère voulant l'aider. Pour les fuir, il traîne avec ses amis à la plage et entame une relation avec une fille même s’il continue dans le plus grand secret à draguer les hommes sur internet…

## Fiche technique
- Titre en français : Les Bums de plage
- Titre original : Beach Rats
- Réalisation et scénario : Eliza Hittman
- Direction artistique : Grace Yun
- Costumes : Olga Mill
- Photographie : Hélène Louvart
- Montage : Scott Cummings et Joe Murphy
- Musique : Nicholas Leone
- Production : Brad Becker-Parton, Andrew Goldman, Drew P. Houpt et Paul Mezey
- Sociétés de production : Cinereach ; Animal Kingdom et Secret Engine (coproductions)
- Société de distribution : Neon
- Pays d'origine :  États-Unis
- Langue originale : anglais
- Format : couleur
- Genre : drame
- Durée : 95 minutes
- Dates de sortie :
  - États-Unis : 23 janvier 2017 (Festival du film de Sundance) ; 25 août 2017 (sortie nationale)
  - France : 2 septembre 2017 (Festival du cinéma américain de Deauville) ; 15 mars 2017 (DVD)
  - Belgique : 11 octobre 2017 (Festival international du film de Flandre-Gand)

## Distribution
- Harris Dickinson (VF : Grégory Quidel) : Frankie
- Kate Hodge : Donna
- Erik Potempa : Michael
- Madeline Weinstein : Simone
- Anton Selyaninov : Jesse
- Frank Hakaj : Nick
- Nicole Flyus (VF : Clara Quilichini) : Carla
- David Ivanov (VF : Gwendal Anglade) : Alexei
- Harrison Sheehan (VF : Benoît Fort-Junca) : Jeremy
- Neal Huff : Joe
- Douglas Everett Davis : Harry

## Distinctions

### Nominations
- Chéries-Chéris 2017 : Grand prix du meilleur film
- Festival du cinéma américain de Deauville 2017 - section « La Compétition » : Grand prix
- Gotham Independent Film Awards 2017 : Meilleure révélation de l'année
- Festival international du film de Locarno 2017 - sélection « Concorso Cineasti del presente » : Léopard d'or
- Festival du film de Sundance 2017 : Grand prix de jury pour le meilleur film

### Récompenses
- Festival du film indépendant de Boston 2017 : Grand prix du jury du meilleur film
- Festival du film de Hambourg 2017 : Prix du jeune talent du meilleur film
- Festival du film de Sundance 2017 - sélection « US Dramatic Competition » : Prix de la mise en scène